# ときわ (企業)
ときわ（英: tokiwa）は、徳島県徳島市下助任町に本社を置く、ウェディング等の事業を行っている企業である。

## 沿革
- 1956年（昭和31年） - 徳島市新町橋2丁目にて創業[1]。
- 1966年（昭和41年） - 有限会社ときわ貸衣装店を設立[1]。
- 1980年（昭和55年） - 現在地に本店を新築移転[1]。
- 1992年（平成04年） - 株式会社ときわへ組織変更[1]。
- 2017年（平成29年） - 第6回四国でいちばん大切にしたい会社大賞「四国経済産業局長賞」、「男女共同参画立県とくしまづくり賞」を受賞。
- 2018年（平成30年） - 「将来世代応援企業表彰」を受賞。
- 2019年（令和01年） - 経済産業省より「はばたく中小企業・小規模事業者300社」に選定。
- 2019年（令和01年） - 「女性活躍・子育て支援リーディング企業 優秀賞」を受賞。
- 2020年（令和02年） - 「徳島ニュービジネス支援賞『優秀賞』」を受賞。
- 2021年（令和03年） - 徳島商工会議所より「MS認定」最上位ランク【ダイヤモンド】の認定を受ける。

## 運営施設
- ブライダルコアときわ
- ノビアノビオ
- 樫野倶楽部
- エステサロンLohas
- レンタルブティック アズ
- アズ フォーマル
- ザ・パシフィックハーバー
- non rhetoric
- KITAHAMA W
- LE CANA MOTOBU
- KITAHAMA CHAPEL
- Lile apero style cafe
- LLOYDS